# Guillaume Geefs
Pour les articles homonymes, voir Geefs.
Guillaume Geefs, né à Borgerhout (Anvers) le 10 septembre 1805 et mort à Schaerbeek (Bruxelles) le 19 janvier 1883, est un sculpteur belge. Il a réalisé nombre de statues, bustes et sculptures incarnant les personnages officiels de la Belgique après la Révolution de 1830.

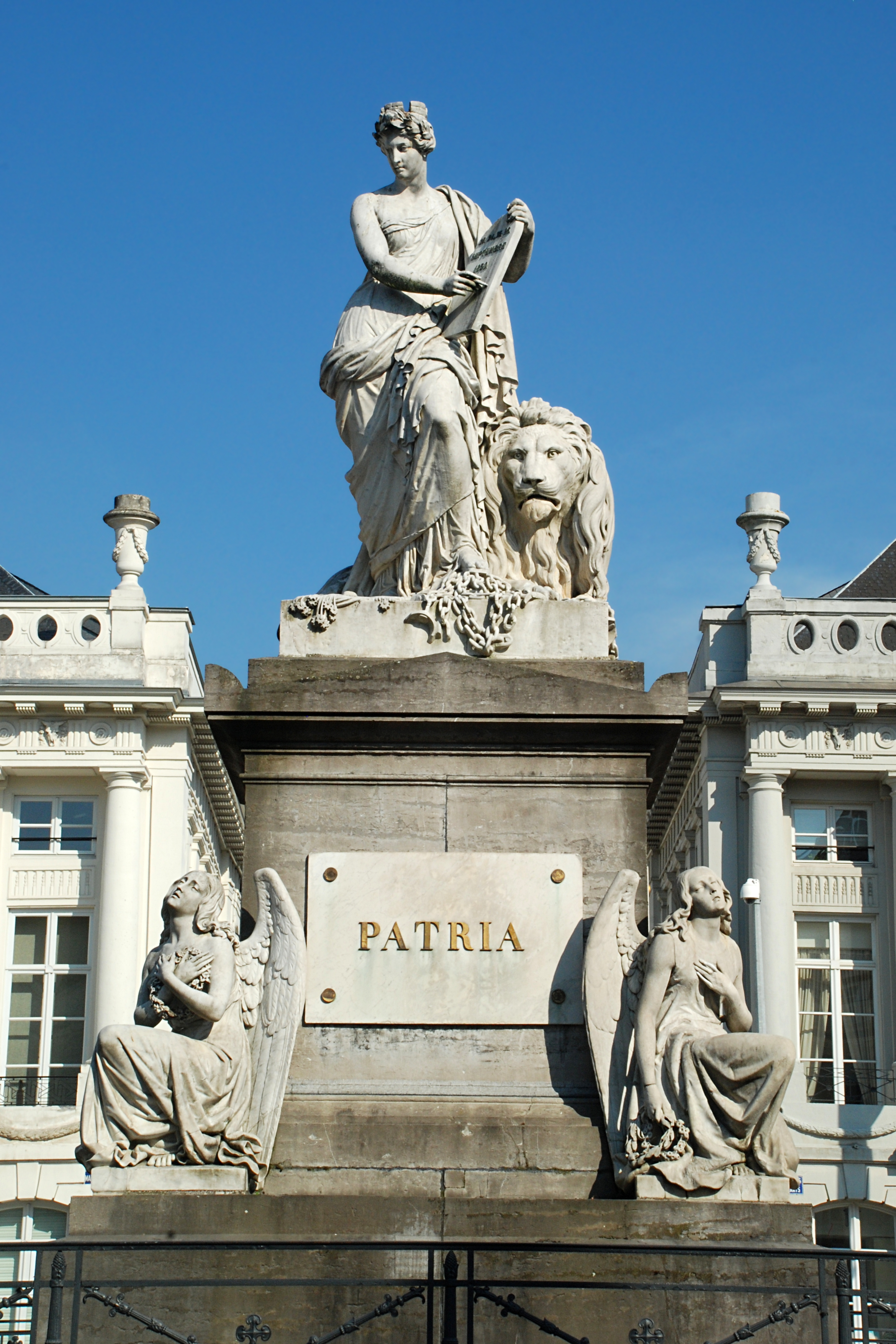
Monument aux martyrs de la révolution de 1830.

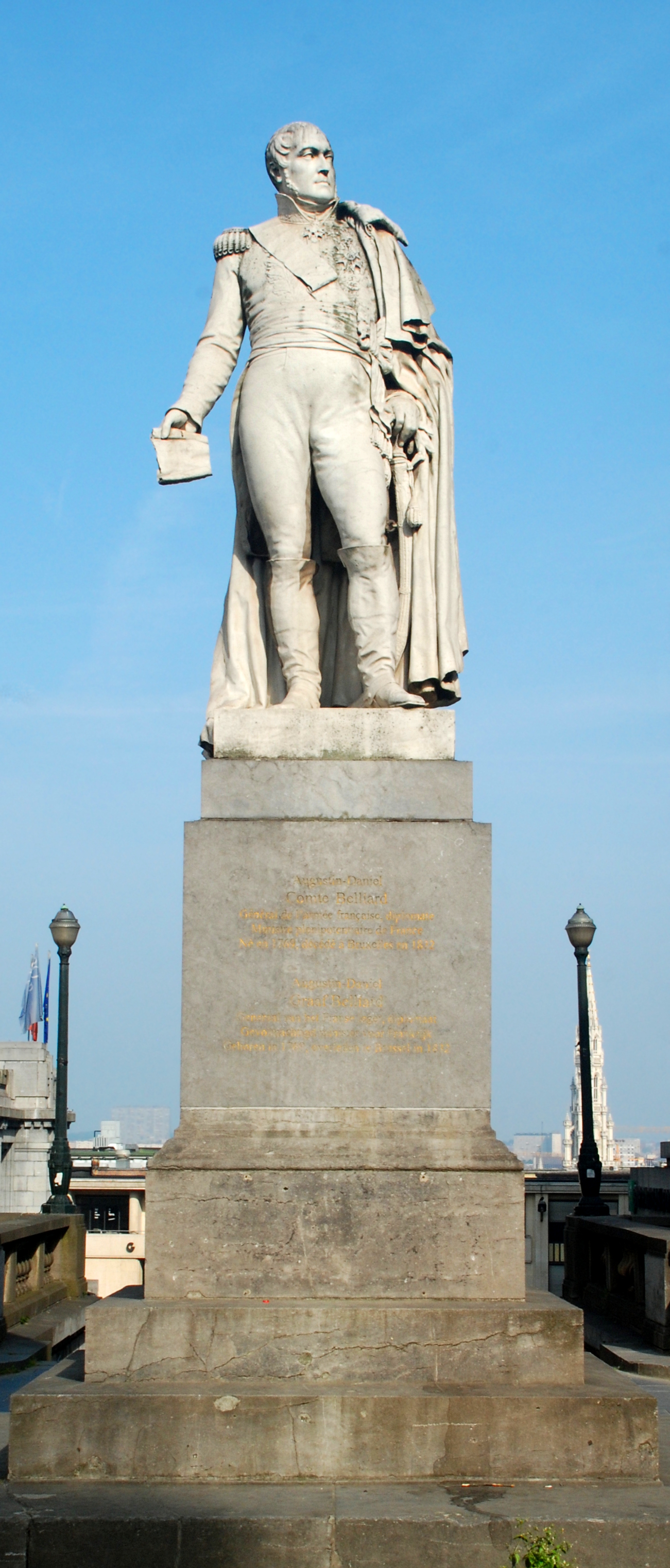
Monument au général Belliard, rue Baron Horta, à Bruxelles.

## Biographie

### Famille
Guillaume Geefs, né à Borgerhout le 10 septembre 1805, est un membre de la famille Geefs, une fratrie de sept sculpteurs issus des deux mariages de Joannes Geefs (1779-1848), boulanger. Guillaume Geefs est le fils aîné du premier mariage de son père avec Jeanne Thérèse Verbruggen (1775-1822). Cinq de ses frères sont sculpteurs : Joseph, Aloys, Jean, Théodore et Charles, sont également sculpteurs, tandis que son frère Alexandre était médailleur.
Le 7 octobre 1836, à Saint-Josse-ten-Noode, Guillaume Geefs épouse Fanny Corr, dite Fi Geefs (1807-1883), peintre talentueuse d'histoire, de portrait et de genre, et sœur du graveur Erin Corr (1803-1862).

### Formation
Son père souhaite qu'il reprenne le commerce familial, mais en raison de ses dispositions manifestes pour la sculpture, il accepte finalement d'inscrire son fils Guillaume à l'Académie royale des beaux-arts d'Anvers, à l'âge de 14 ans. Geefs, tout en fréquentant l'atelier du sculpteur Jean-Louis Van Geel, en qualité d'aide praticien, reçoit, à l'Académie, de 1821 à 1829, une formation artistique dispensée par Jean-François van Geel, père de son premier professeur. Ces deux maîtres lui inculquent leur art avec fruit. En avril 1824, Guillaume Geefs reçoit à l'instar de deux autres candidats, un prix de dessin d'après l'antique. En 1828, Guillaume Geefs présente un Achille qui obtient un premier prix au Salon d'Anvers. Ce prix, décerné par la Société pour l'encouragement des beaux-arts, étant assorti d'une bourse d'études, le jeune sculpteur a la possibilité de voyager afin de parfaire son art.
Il doit néanmoins concilier ses études avec son service militaire, mais il est incorporé par faveur au 15e Régiment d'Infanterie qui tient à cette époque garnison à Anvers, pendant une partie de cette période. 
Muni d'un congé militaire règlementaire, et d'une aide financière de Mathieu-Ignace Van Brée, Guillaume Geefs poursuit en 1828 son apprentissage à Paris où il est premier au concours d'admission à l'École des beaux-arts. Guillaume Geefs ne demeure cependant à Paris que durant quelques mois avant de se rendre, afin de fortifier sa santé, dès 1829, en Italie, un voyage qui combine son rétablissement physique et la poursuite de ses études. D'Italie, Guillaume Geefs envoie au Salon de Bruxelles de 1830 un bas-relief de style élégiaque, Jeune pâtre des premiers temps du christianisme effeuillant des roses sur un tombeau, qui lui vaut un accessit. Son séjour en Italie est abrégé car il revient à Paris en 1830 et à Anvers en 1832.

### Carrière

#### Un artiste recherché
À Anvers, Guillaume Geefs enseigne à l'Académie royale des beaux-arts à partir de 1832. Cette même année, un concours international est ouvert peu après la mort du général Belliard, ministre plénipotentiaire de France à Bruxelles, advenue subitement en janvier 1832. C'est la maquette de Guillaume Geefs qui est retenue. En même temps, le gouvernement organise un autre concours destiné à représenter par une statue un hommage aux combattants défunts et à glorifier les survivants des combats de 1830. Geefs est de nouveau victorieux de l'épreuve et réalise également en 1832 un buste du roi Léopold Ier. Dans ces conditions, le professorat est difficile à assumer. Il ne reste donc pas longtemps à ce poste qu'il transmet à son frère cadet Joseph, avant de se fixer à Schaerbeek pour y installer son atelier,.
En effet, les commandes affluent venant de Léopold Ier, premier monarque de la jeune Belgique, et du gouvernement belge. L'enjeu consiste à inscrire dans la pierre des monuments la conscience nationale naissante. Dès 1832, le monument de la place des Martyrs à Bruxelles pour honorer l'héroïsme des révolutionnaires de 1830, ainsi que le mausolée de marbre blanc de Frédéric de Merode dans la Cathédrale Saints-Michel-et-Gudule. Ensuite, le général Belliard vient en 1838 orner les abords du parc Royal, puis c'est Rubens qui se voit statufié en 1840 à Anvers, et enfin Léopold Ier lui-même au sommet de la Colonne du Congrès en 1859.
De nombreuses commandes émanent également des villes, des églises, de particuliers et même de l'étranger. Il réalise ainsi des autels et chaires de vérité en marbre à Liège, Herentals et Schaerbeek, des statues de personnalités locales et nationales (André Grétry à Liège et Joseph Lebeau à Huy) et des groupes, bustes et statues pour les palais de Bruxelles, La Haye, Windsor, Lisbonne et Dublin.
En 1845, à l'occasion de la réorganisation de l'Académie de Belgique en trois classes, Guillaume Geefs est un des artistes désigné par le gouvernement pour former dans la classe des beaux-arts la section de sculpture.

#### Statuaire officiel et homme politique
Parallèlement à sa carrière artistique, Guillaume Geefs commence une carrière politique de tendance tendance libérale qui le conduit en 1848 à devenir conseiller communal, puis, du  8 novembre 1852 à la remise de sa démission, acceptée par un Arrêté royal du 23 février 1861, bourgmestre de Schaerbeek. Il y habitait rue des Palais. De 1853 à 1856, il fait également partie du Conseil provincial du Brabant. Statuaire officiel, Marguerite Devigne estime que Geefs est « devenu prisonnier de son succès, et peut-être aussi d'une certaine tendance naturelle à rechercher les honneurs. » À partir de 1850, il est membre de l'Institut de France. En 1854, le gouvernement commande à Geefs une statue en marbre blanc du monarque et destinée à la salle des séances de la Chambre des représentants. L'accueil est tiède envers cette œuvre, jugée soignée à l'excès, mais empreinte de trop de froideur, loin de l'élégance de la statue de Belliard.
Progressivement, à partir de 1845, un autre sculpteur, Louis-Eugène Simonis, se crée une large place dans la statuaire belge et essentiellement à Bruxelles, et conquiert rapidement une renommée égale à celle de Guillaume Geefs. C'est ensemble, en 1848, que les deux hommes sont élus membres de l'Académie royale de Belgique. Le Godefroid de Bouillon, érigé par Simonis en 1848 sur la place royale de Bruxelles est accueilli très favorablement. Dans l'ornementation de la Colonne du Congrès, Simonis prend une part importante aux côtés de Guillaume Geefs, de même que d'autres artistes comme Louis Jehotte et Charles-Auguste Fraikin. Guillaume Geefs, dont le temps est absorbé par la lourde charge que constitue sa brillante situation, l'obligeant à produire une multitude de bustes. Son œuvre dans l'espace public est ralentie et sera entravée de manière pérenne. 

#### Élèves
Afin de produire toujours davantage de représentations de personnages officiels, dont certaines sont marquées par un aspect de « fabrication », Guillaume Geefs recourt aux services de nombreux élèves fréquentant son atelier, à commencer par ses frères Théodore, Alexandre et Charles. Parmi ses autres élèves figurent notamment : Paul Bouré, Aimable Dutrieux, Barthélémy Frison (d), Léopold Harzé, Joseph Jaquet, Égide Mélot, Victor Poelaert, Pierre Puyenbroeck, Pierre-François Swiggers et Léopold Wiener.

#### Dernières années
Guillaume Geefs, dont le mauvais état de sa santé l'obligeait progressivement à vivre dans une sorte de réclusion, meurt à Schaerbeek, à l'âge de 77 ans en son domicile rue des Palais no 22 le 19 janvier 1883, quatre jours avant son épouse Fanny qui meurt quelques heures après les funérailles de son mari. Il est inhumé au cimetière de Schaerbeek,.

## Œuvres
- 1833-1837 : statue de Frédéric de Merode, dans la cathédrale Saints-Michel-et-Gudule, à Bruxelles.
- 1833-1838 : Monument au général Belliard, rue Baron Horta, à Bruxelles.
- 1835 : buste en marbre du prince Louis-Philippe (1833-1834), fils du roi des Belges Léopold Ier, château de Ray-sur-Saône.
- 1838 : Monument aux martyrs de la révolution de 1830, à Bruxelles.
- 1840 : statue de Pieter Paul Rubens, sur la Groenplaats d'Anvers.
- 1842 : tombeau de Maria Malibran (Madame de Bériot), au cimetière de Laeken, à Bruxelles.
- 1842 : statue de André-Modeste Grétry, devant le théâtre royal, à Liège.
- 1843 : statue de Charlemagne, dans la Basilique Saint-Servais à Maastricht.
- 1846-1847 : conception de la fontaine des Princes, érigée sur la grand-place de Chimay en 1852.
- 1847 : cénotaphe de saint Hubert, dans la basilique des Saints-Pierre-et-Paul, à Saint-Hubert.
- 1847 : buste en marbre du comte Ferdinand de Meeûs[N 2].
- 1848 : le Génie du Mal, dans la cathédrale Saint-Paul, à Liège.
- 1851 : Le Lion amoureux (musées royaux des Beaux-Arts de Belgique).
- 1858 : tombeau de Jacques Coghen, au cimetière de Laeken, à Bruxelles.
- 1859 : statue de Léopold Ier, sur la Colonne du Congrès, à Bruxelles.
- 1865 : statue de Théodore Verhaegen, avenue Franklin Roosevelt, à Bruxelles.
- 1867 : monument de la bataille de Tacámbaro à Audenarde.
- 1868 : statue de Joseph Lebeau, avenue Godin-Parnajon, à Huy.
- 1868 : statue de Abel Warocqué, à Morlanwelz.
- 1869 : statue de Léopold Ier, place Léopold, à Namur.
- 1872 : statue de Isabelle Brunelle, comtesse d'Harscamp, boulevard Isabelle Brunelle, à Namur.
- 1872 : statue funéraire de Cornet de Ways-Ruart, dans la cathédrale Saints-Michel-et-Gudule, à Bruxelles.
- 1875 : statue de Louis-Joseph Seutin, à l'hôpital Saint-Pierre, à Bruxelles.
- 1879 : buste de Charles Thiéfry , Université libre de Bruxelles - Archives, patrimoine, réserve précieuse.
- 1881 : statue de Jean-Baptiste d’Omalius d’Halloy, square d'Omalius, à Namur.
- 1881 : statue en bronze d'un gladiateur, Golden Gate Park, à San Francisco.
- 1881 : statue Léopold Ier sur le Monument à la Dynastie à Laeken.

## Hommages et distinctions
- Grand officier de l'ordre de Léopold le 4 mai 1881[10] ;
- Chevalier de l'ordre de l'Immaculée Conception de Vila Viçosa (Royaume de Portugal) le 20 juin 1839[19] ;
- Chevalier de la Légion d'honneur le 29 juin 1844 (France)[19] ;
- Chevalier de l'ordre de Saint-Michel (Royaume de Bavière) le 9 mars 1851[19] ;
- Une rue Geefs existe à Anvers et une autre à Schaerbeek depuis 1897.

## Galerie

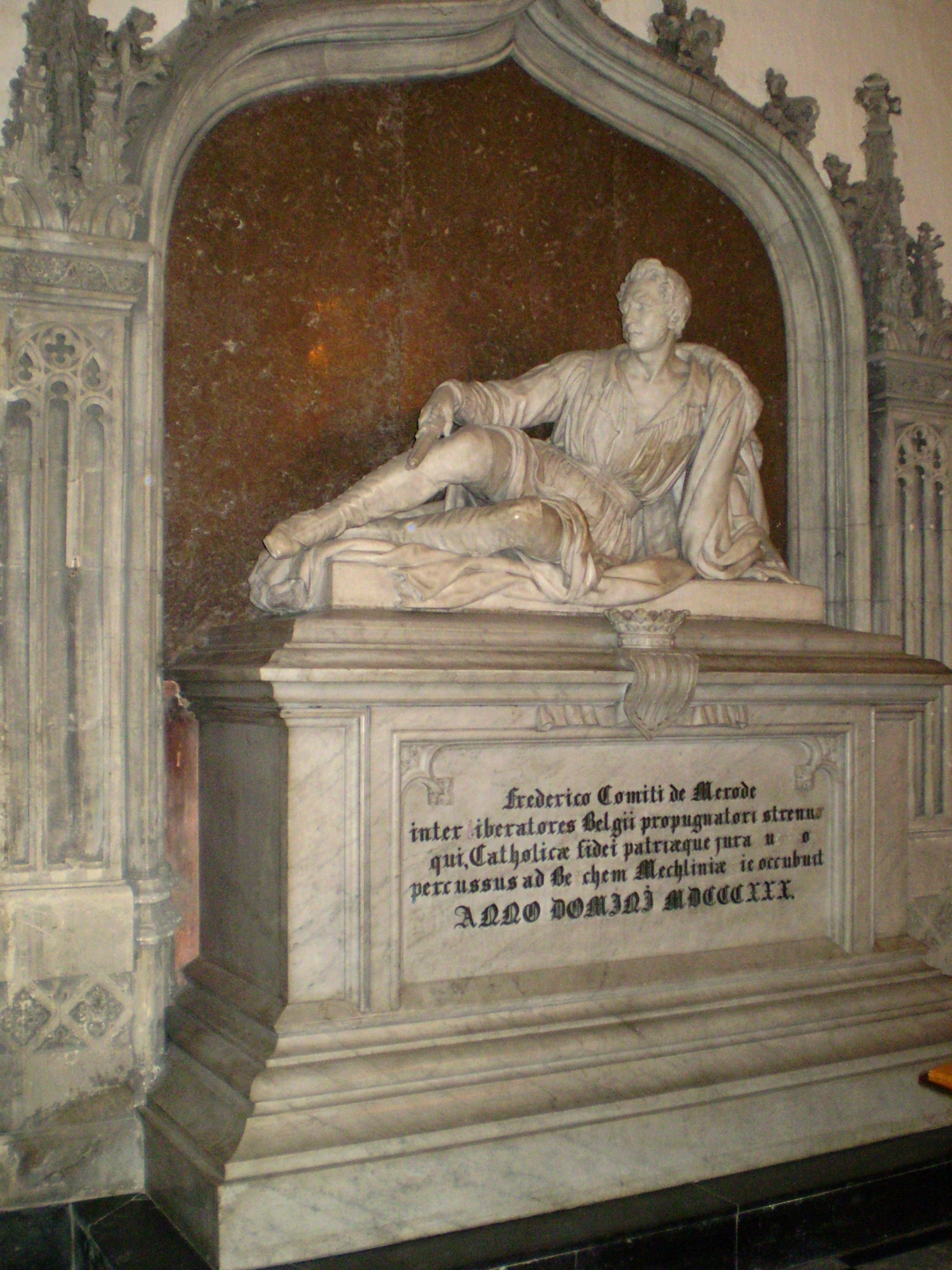
Mausolée de Merode Cathédrale Saints-Michel-et-Gudule, Bruxelles.
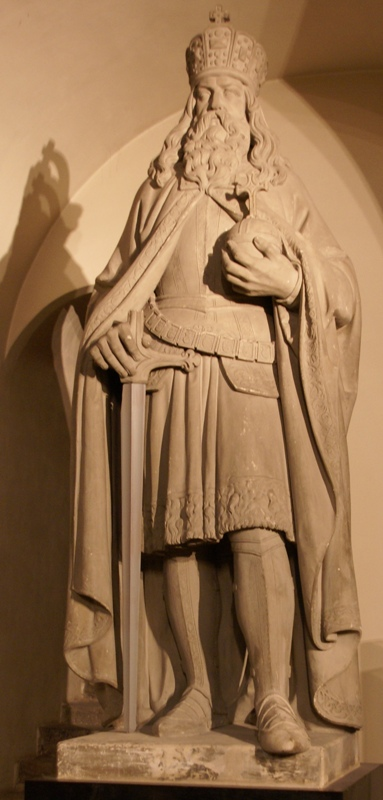
Charlemagne Basilique Saint-Servais, Maastricht.
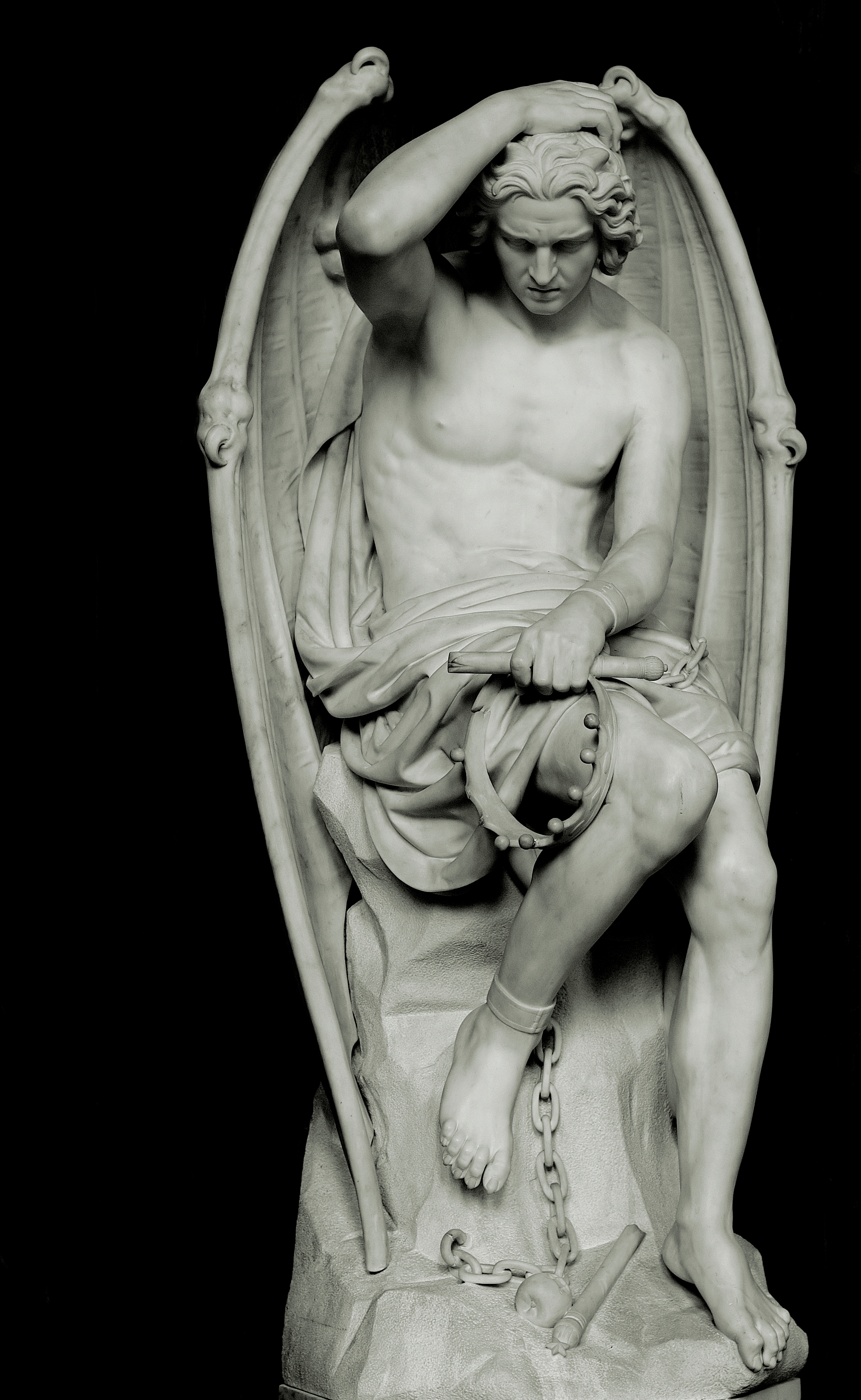
Lucifer, marbre Cathédrale Saint-Paul de Liège.
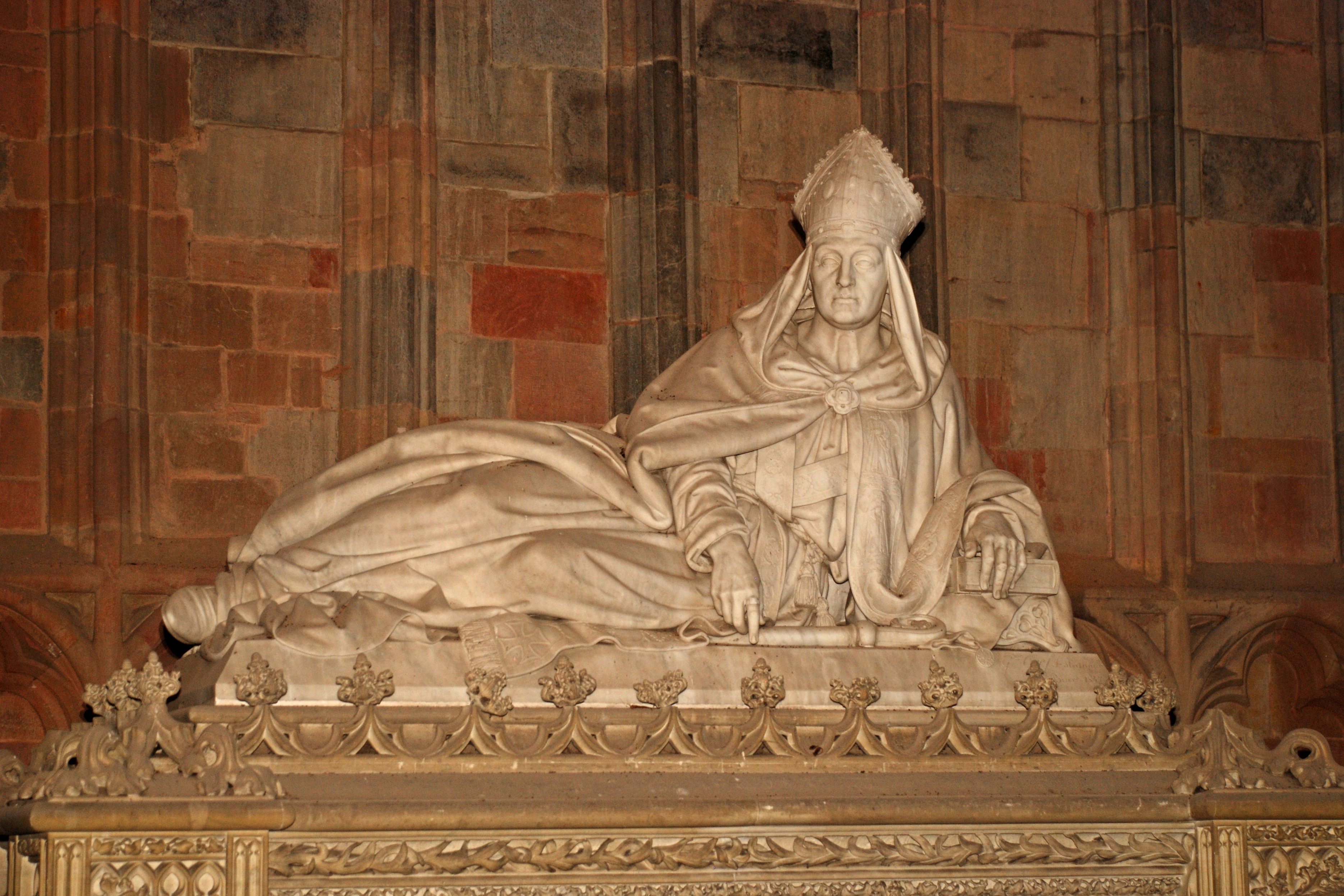
Cénotaphe de Saint Hubert Basilique des Saints-Pierre-et-Paul de Saint-Hubert.
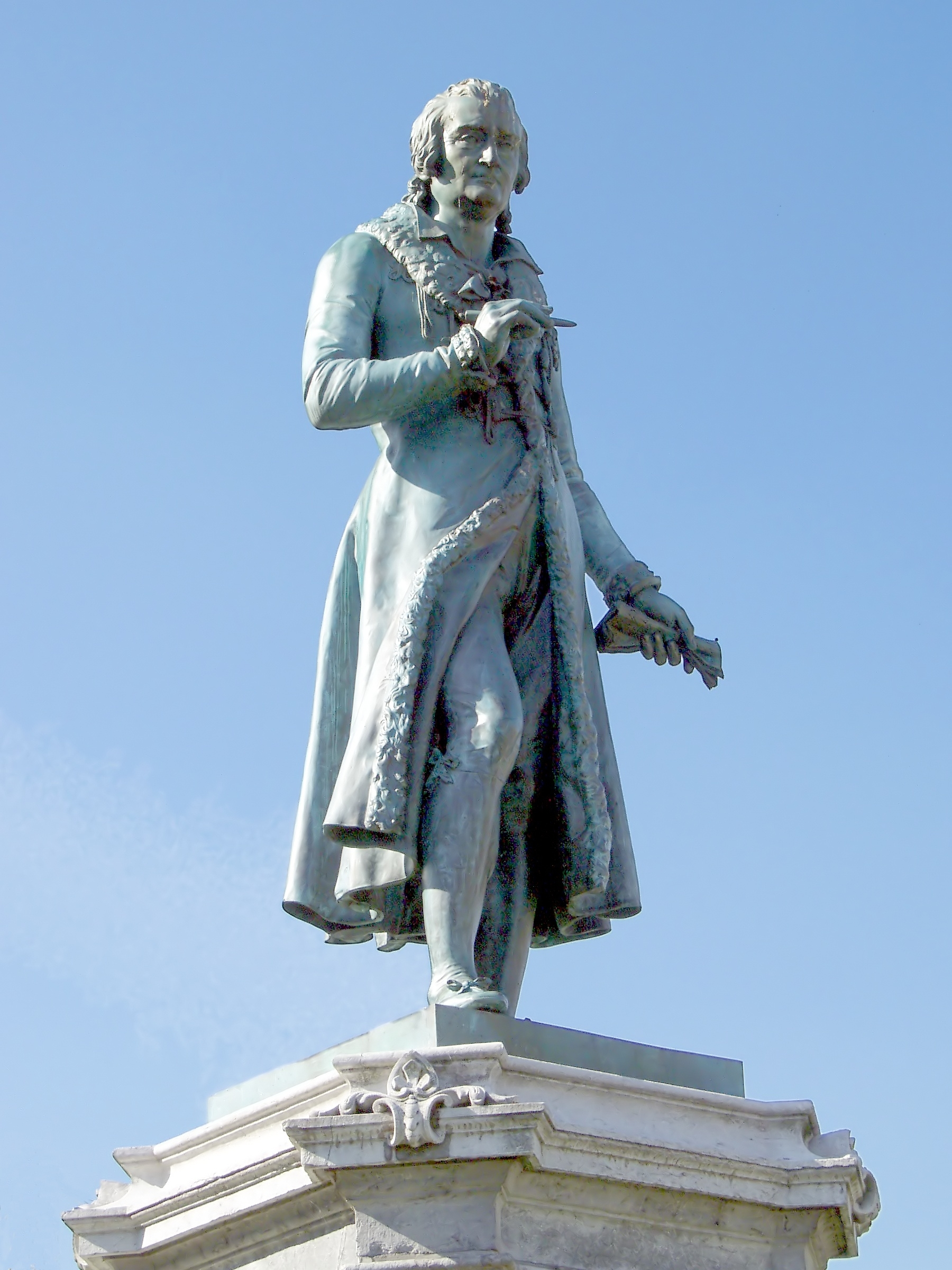
Statue de André-Modeste Grétry théâtre royal, Liège.
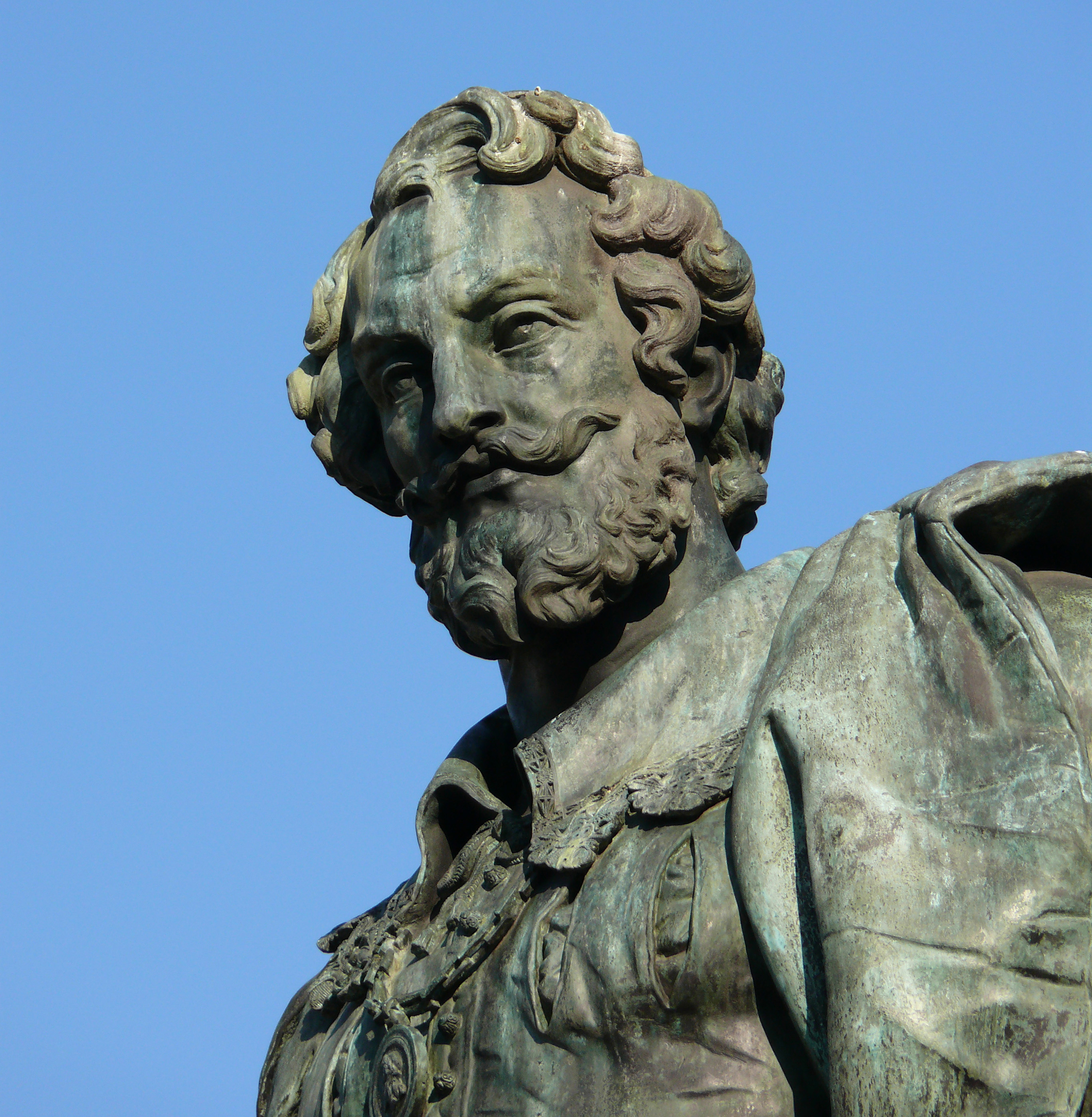
Détail de la statue de Pierre Paul Rubens Groenplaats, Anvers.
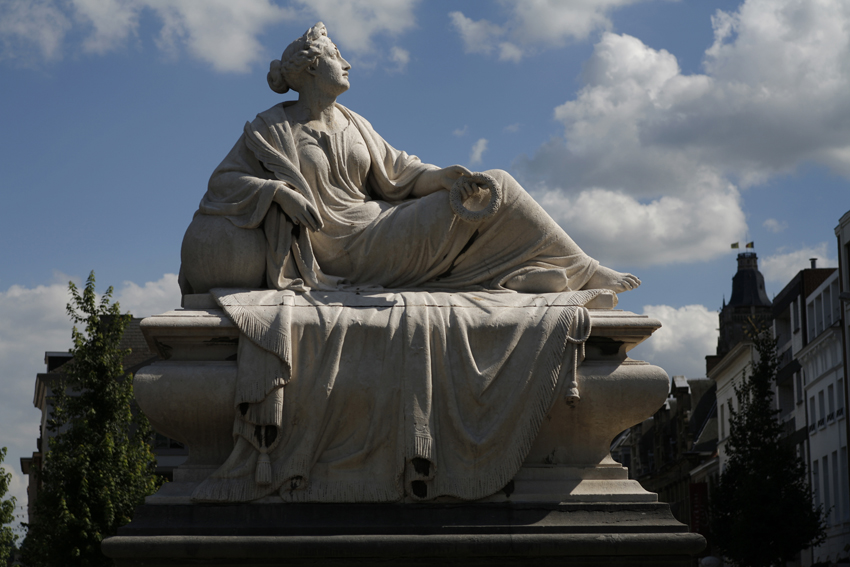
Monument de Tacámbaro (Audenarde).
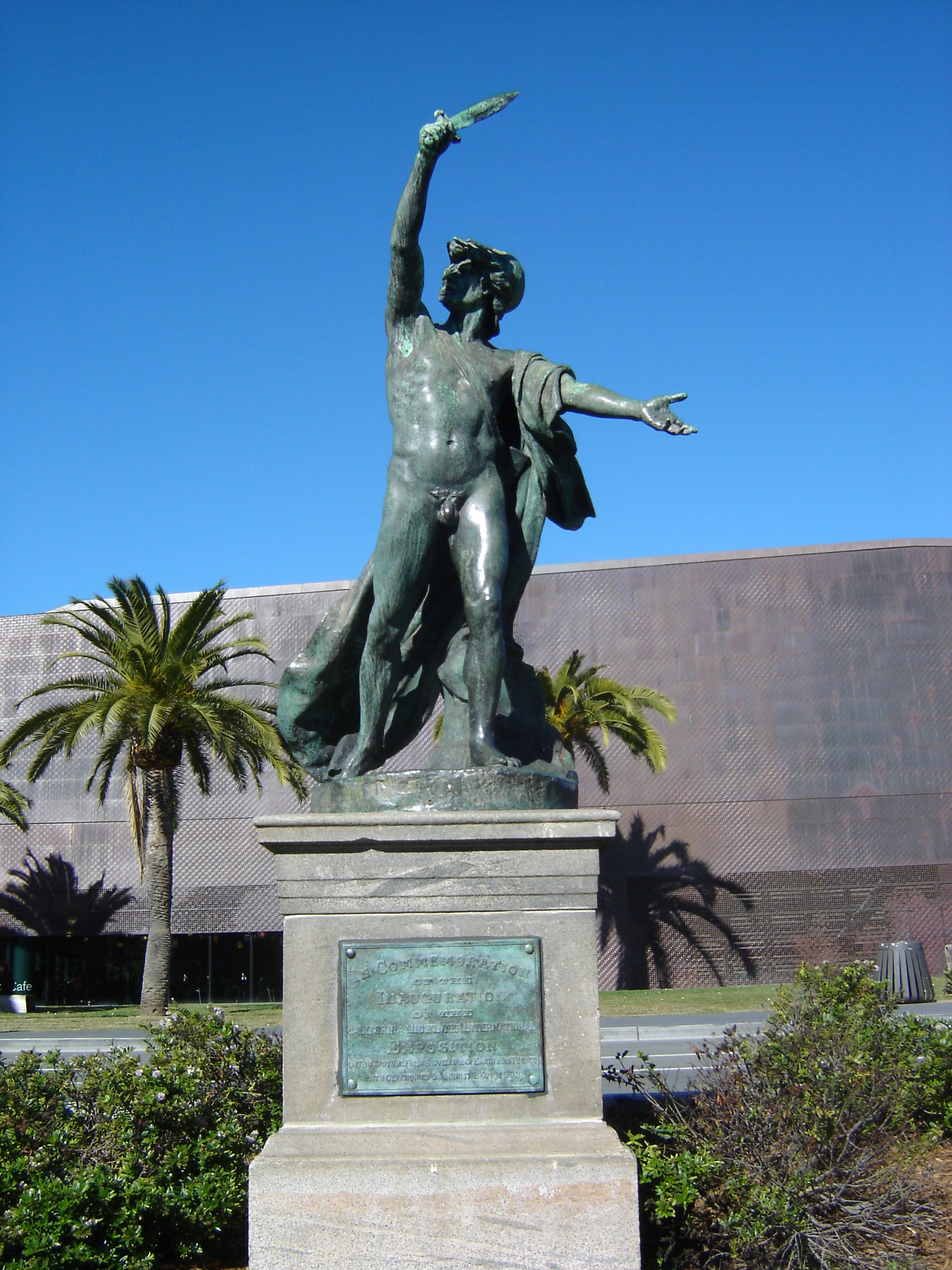
Gladiateur Golden Gate Park, San Francisco.